# Lorenzo Da Ponte

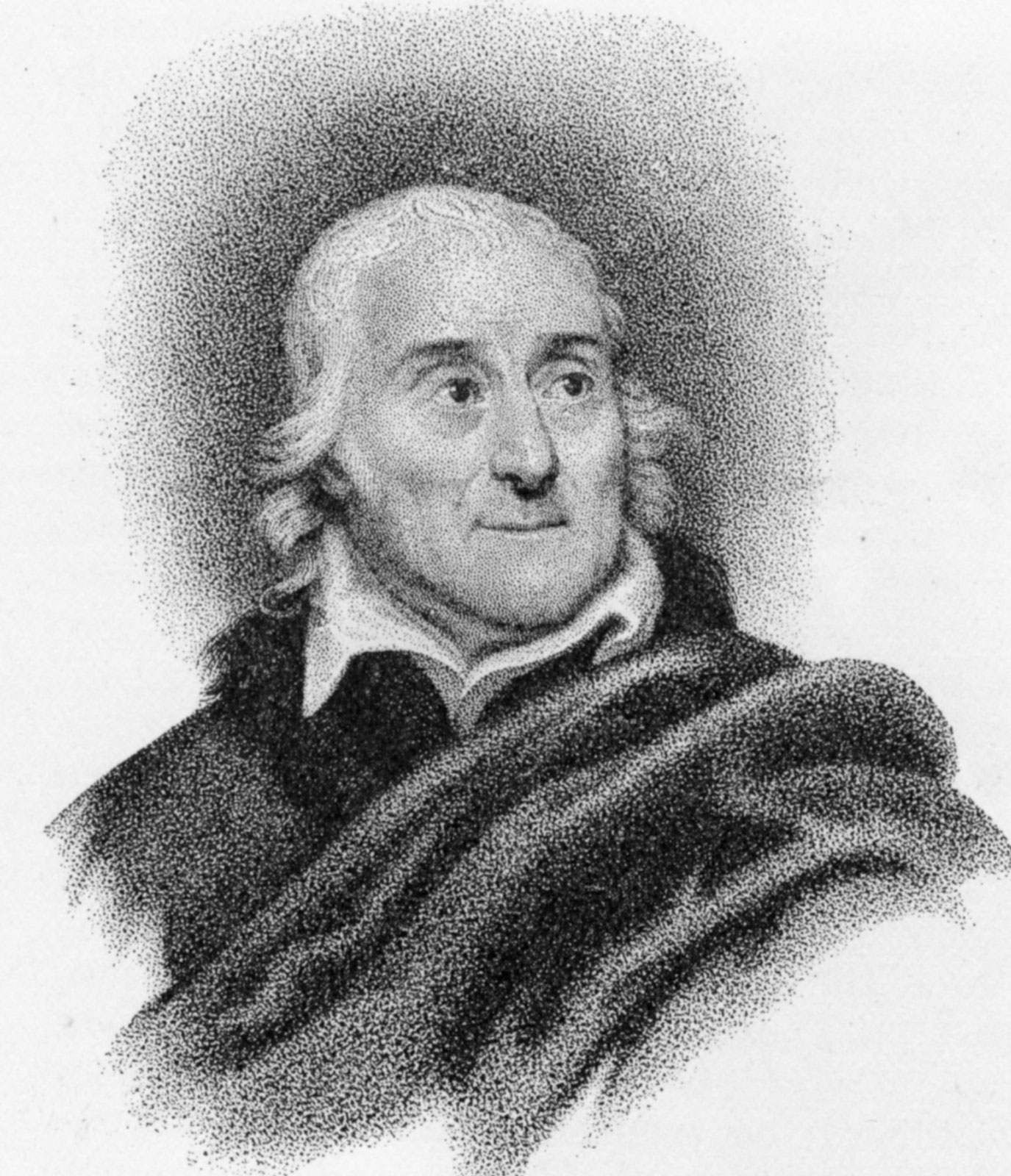
Lorenzo Da Ponte, naar een gravure.

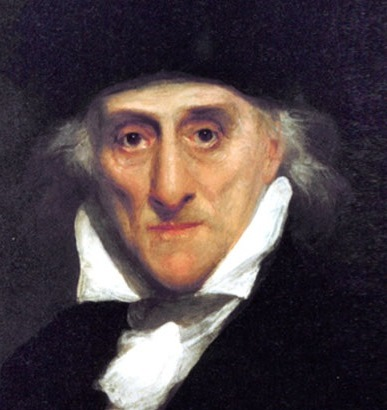
Portret van de bejaarde Da Ponte door Samuel Morse.

Lorenzo Da Ponte, bekeerlingsnaam van Emanuele Conegliano (Ceneda (nu Vittorio Veneto), 10 maart 1749 - New York, 17 augustus 1838) was een Italiaans schrijver en dichter.  Hij schreef het libretto voor in totaal 28 opera's van elf componisten, waaronder drie van de bekendste opera's van Wolfgang Amadeus Mozart, die gezamenlijk bekendstaan als diens "Da Ponte-opera's": Le nozze di Figaro, Don Giovanni en Così fan tutte. 

## Biografie
Emanuele Conegliano werd in Ceneda bij Venetië geboren uit joodse ouders. In 1763 werd hij gedoopt in de katholieke kerk en nam hij de naam van de plaatselijke bisschop aan: Lorenzo Da Ponte. Hij werd in 1773 tot priester gewijd en het jaar daarop tot docent in literatuur en retorica. Hij werd in 1776 vanwege zijn radicale ideeën voor vijftien jaar verbannen uit de republiek Venetië op beschuldiging van liederlijk gedrag. Hoewel hij katholiek priester was, had hij een maîtresse en twee kinderen. 
In 1781 werd hij op aanbeveling van Antonio Salieri in Wenen als schrijver van libretti benoemd. Zijn eerste grote succes was het aanpassen van een komedie van Pierre Beaumarchais tot het libretto van de opera Le nozze di Figaro van Mozart. Daarna volgden Don Giovanni, Così fan tutte, en libretti voor andere componisten, onder wie Salieri en Vicente Martín y Soler.
In 1788, toen hij als keizerlijk dichter verbonden was aan het Burgtheater in Wenen, onderdeel uitmakend van het Italiaanse muziekgezelschap, was Oostenrijk verwikkeld in een geldverslindende oorlog met de Turken. Om extra middelen vrij te maken was keizer Jozef II van plan het Burgtheater te sluiten en het Italiaanse gezelschap te ontslaan. Da Ponte wist de keizer over te halen daarvan terug te komen. Hij stelde voor om zelf te zorgen voor de financiering door het innen van abonnements- en entreegelden van de talloze muziekliefhebbers. Om zijn dankbaarheid aan de keizer te betuigen besloot hij het libretto te schrijven voor een opera op muziek van Salieri voor het komende carnaval, Il Pastor Fido, naar een pastoraal drama van Giovanni Battista Guarini. Omdat al gauw bleek dat dit werk niet de potentie had een succes te worden, schreef hij onmiddellijk een ander werk, de pasticcio L'Ape Musicale. Hij stelde die samen uit hoogtepunten van opera's van Rossini, Mozart, Salieri, Cimarosa en Zingarelli, samengevat in een beproefd raamwerk dat zijn waarde al had bewezen. De première in 1789 bleek inderdaad zeer succesvol. L'Ape Musicale werd na Wenen opgevoerd in onder meer Triëst (1792) en New York (1825).
Na omzwervingen door Europa vestigde hij zich in 1791 in Londen. Daar werkte hij als leraar Italiaans, boekverkoper en librettist, totdat hij in 1804 failliet ging. In 1805 emigreerde hij met zijn geliefde Nancy Grahl - met wie hij vier kinderen kreeg - naar de Verenigde Staten, maar het lukte hem niet in New Jersey een winkel te beginnen. De rest van zijn leven besteedde hij aan het geven van lessen in de Italiaanse taal- en letterkunde en cultuur. Hij liet zich in 1828 naturaliseren tot Amerikaans staatsburger. In 1830 werd hij benoemd tot onbetaald hoogleraar in de Italiaanse taal en cultuur aan het Columbia College, de voorloper van de Columbia University. Da Ponte was een van de oprichters van het Italian Opera House in New York in 1833.
In zijn niet altijd geloofwaardige memoires (Memorie, 1823-1830) beschreef Da Ponte zijn veelbewogen leven en loopbaan.

## Operalibretti (selectie)

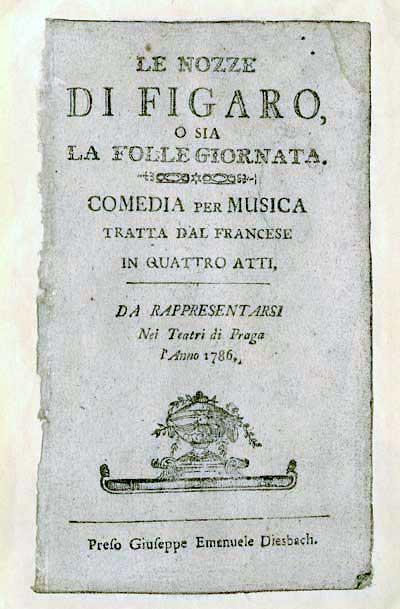
Titelblad uit 1786 van het libretto van Le Nozze di Figaro.

De meeste van de 28 libretti die Da Ponte schreef zijn adaptaties van bestaande toneelstukken van bijvoorbeeld Voltaire, Pierre de Beaumarchais, Giovanni Battista Guarini, Luis Vélez de Guevara en Carlo Goldoni. Alleen van L'arbore di Diana en Così fan tutte, opera's waarin de kuisheid respectievelijk de trouw wordt uitgedaagd, is de plot geheel zijn eigen werk.
Opera's van Antonio Salieri
- La Scuola de' gelosi (1783)
- Il ricco d'un giorno (1784)
- Axur, re d'Ormus (1787/88)
- Il Talismano (1788)
- Il Pastor fido (1789)
- La cifra (1789)

Opera's van Wolfgang Amadeus Mozart
- Le nozze di Figaro (1786)
- Don Giovanni (1787)
- Così fan tutte (1789/90)

Opera's van Vicente Martín y Soler
- Il burbero di buon cuore (1786)
- L'arbore di Diana (1787)
- La Capricciosa corretta (1795)

Opera's van Francesco Bianchi
- Antigona (1796)
- Il consiglio imprudente (1796)
- Merope (1797)
- Cinna (1798)
- Armida (1802)

Opera's van Peter von Winter
- La grotta di Calipso (1803)
- Il trionfo dell'amor fraterno (1804)
- Il ratto di Proserpina (1804)
- Zaira (1805)

Andere componisten voor wie Da Ponte libretti schreef, waren Vincento Righini, Giuseppe Gazzaniga, Stephen Storace, Antonio Brunetti en Joseph Weigl.
De Bolognese componist Antonio Bagioli (1795-1871), die in 1834 in de VS trouwde met Da Pontes geadopteerde dochter Maria Cooke, schreef de muziek voor de Hymn to America van zijn schoonvader.

## Selectieve bibliografie
- Lorenzo Da Ponte, Herinneringen, Meulenhoff, Amsterdam, 1998, 528 pag. ISBN 9789029054812
- Rodney Bolt, The Librettist of Venice: The Remarkable Life of Lorenzo Da Ponte – Mozart's Poet, Casanova's Friend, and Italian Opera's Impresario in America. Bloomsbury, New York, 2006, 448 pag. ISBN 9781596911185
- Sheila Hodges, Lorenzo Da Ponte: The Life and Times of Mozart's Librettist, University of Wisconsin Press, Madison, 2002, 228 pag. ISBN 9780299178741
- Anthony Holden, The Man Who Wrote Mozart: The Extraordinary Life of Lorenzo Da Ponte. Weidenfeld & Nicolson, Londen, 2006, 238 pag. ISBN 9780297850809
- Jan Rafaël Vandekerckhove, De libertijnse librettist. Een gesprek met Lorenzo Da Ponte, tekstdichter van W.A. Mozart. Groeninghe, Kortrijk, 1999, 160 pag. ISBN 9789029054812. Ook online.

- Bibsys: 90059611
- Biblioteca Nacional de Chile: 000294468
- Biblioteca Nacional de España: XX1057358
- Bibliothèque nationale de France: cb118983814 (data)
- Catàleg d'autoritats de noms i títols de Catalunya: 981058521477906706
- CiNii: DA02833324
- Gemeinsame Normdatei: 118678841
- International Standard Name Identifier: 0000 0004 3959 0386
- Library of Congress Control Number: n80057191
- Nationale Bibliotheek van Letland: 000012956
- MusicBrainz: 6fa8dd85-b6a8-47c0-8304-9973017dd520
- Bibliotheek van het Japanse parlement: 00437103
- Nationale Bibliotheek van Tsjechië: jn19981000548
- Nationale bibliotheek van Australië: 35032934
- Nationale Bibliotheek van Israël: 987007260071605171
- Nationale Bibliotheek van Polen: a0000001178600
- Nationale en Universitaire bibliotheek Zagreb: 000091981
- Nederlandse Thesaurus van Auteursnamen: 339551143
- Réseau des bibliothèques de Suisse occidentale: 02-A000046468
- Istituto Centrale per il Catalogo Unico: CFIV068618
- LIBRIS: 183049
- SNAC: w6h70h3f
- Système universitaire de documentation: 027271471
- Trove: 805553
- Union List of Artist Names: 500373134
- Virtual International Authority File: 41838569
- WorldCat: E39PBJxRwt79Gyj9HHbWMy9Yyd